# Aghavni-Zabel Binemeciyan
Aghavni-Zabel Binemeciyan (geboren als Aghavni-Zabel Tschilingirian; * 1865 in Konstantinopel; † 1915 ebenda) war eine armenische Schauspielerin.
Aghavni-Zabel Binemeciyan trat in den Theatern von Güllü Agop, Serovpe Benliyan und Mardiros Minakyan auf. Nach dem Tod ihres Mannes Rupen Binemeciyan gelang es ihr, mit Sırapyon Hekimyan und Knar Sıvaciyan jeweils eine eigene Truppe für eine Saison aufzustellen.
Aghavni-Zabel Binemeciyan war verheiratet mit Rupen Binemeciyan und Mutter der berühmten Schauspielerin Eliza Binemeciyan (1890–1981). Sie starb 1915 in Konstantinopel.

## Quelle
- Kevork Pamukciyan: Biyografileriyle Ermeniler, Aras Yayıncılık, Istanbul 2003 ISBN 975-7265-54-5

| Personendaten    | Personendaten                               |
| ---------------- | ------------------------------------------- |
| NAME             | Binemeciyan, Aghavni-Zabel                  |
| ALTERNATIVNAMEN  | Tschilingirian, Aghavni-Zabel (Geburtsname) |
| KURZBESCHREIBUNG | armenische Schauspielerin                   |
| GEBURTSDATUM     | 1865                                        |
| GEBURTSORT       | Konstantinopel                              |
| STERBEDATUM      | 1915                                        |
| STERBEORT        | Konstantinopel                              |